# Sottoripa
La Via di Sottoripa, también llamada pórticos de Sottoripa o simplemente Sottoripa (Sotorîa o Sotorîva en ligur), es una calle peatonal porticada situada en el centro histórico de Génova (Italia).

## Topónimo
La calle fue llamada Sottoripa (Sotorîa en ligur) porque el mar llegaba a rozar sus pórticos, cuyos cimientos se encontraban por debajo del nivel del mar, y por tanto literalmente sotto la ripa («bajo la orilla»). El término ripa (riva) hacía referencia a la dársena principal del antiguo puerto de Génova, distinguiéndola de las numerosas pequeñas calas de la riviera ligur (es decir, el tramo de costa o riviera, designada el idioma ligur como rivêa o ripétta).

## Historia

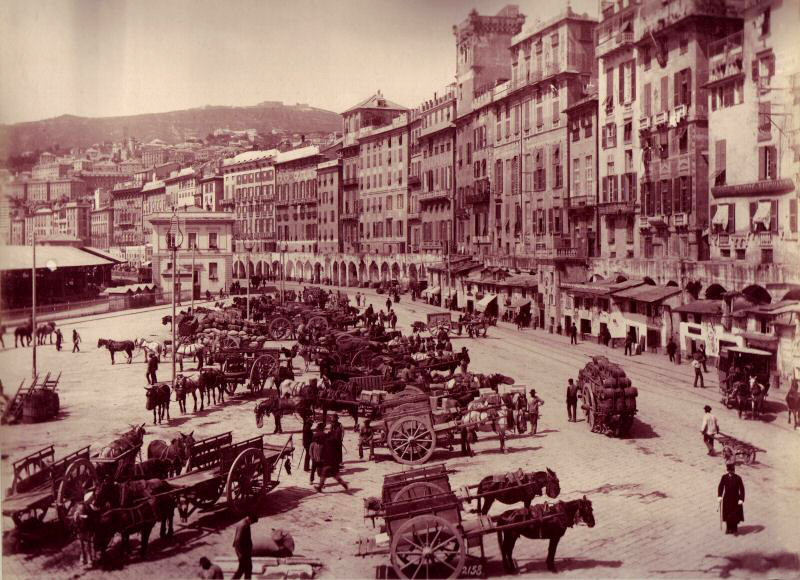
La Piazza Caricamento con los pórticos de Sottoripa, en una fotografía del siglo xix de Alfred Noack.

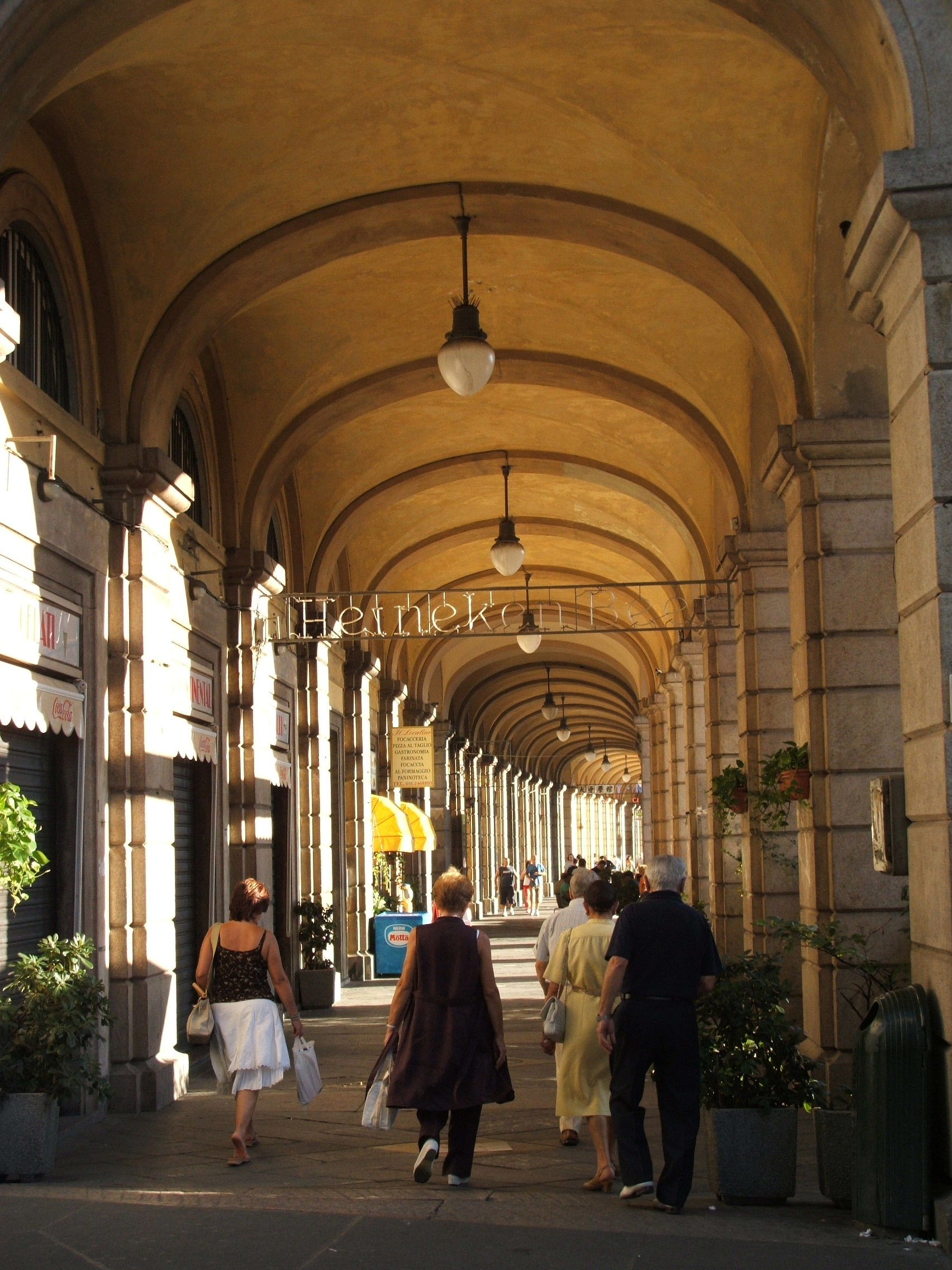
El pórtico de la Via Filippo Turati, construido en 1865 tras la demolición de la Ripa di Coltelleria del siglo xii (el tramo meridional de los pórticos de Sottoripa).

Los pórticos de la Ripa Maris, posteriormente llamados de Sottoripa, son los pórticos públicos más antiguos de los que se tiene conocimiento en Italia: fueron construidos entre 1125 y 1133 por iniciativa de los cónsules del Ayuntamiento, que emprendieron una operación urbanística planificada hasta el más mínimo detalle. En la época de su construcción, el mar ocupaba las zonas de las actuales Piazza Caricamento y Via Turati, llegando a rozar los cimientos de las casas de la zona llamada Ripa, y por tanto los pórticos daban directamente hacia el puerto, estando protegidos de las mareas por pequeños muros de piedra.
La calle, que se convirtió inmediatamente en uno de los lugares más frecuentados de la ciudad, fue construida expresamente para proporcionar los espacios necesarios para el comercio portuario, y albergaba tiendas y almacenes en los que se amontonaban las mercancías que acababan de ser desembarcadas de las naves o que estaban en espera de ser expedidas hacia ultramar. Las mercancías eran movidas por los camalli, los trabajadores del puerto que transportaban las cargas de las naves a los muelles y almacenes.
Con esta iniciativa, los «padres del Ayuntamiento» afirmaban los derechos públicos sobre una zona estratégica para el desarrollo de la ciudad, sustrayéndola así a los particulares, que tenían que pagar una gabela a la Administración pública para poder ocupar los espacios. Las familias de la nobleza mercantil de la ciudad construyeron casas adosadas sobre las tiendas que daban hacia el pórtico. La construcción de la Ripa Maris también sirvió de polo de atracción para los nacientes consorcios entre las familias nobles, que entre el siglo xii y el xiii se instalaron en las calles traseras. Algunas de estas familias permanecieron activas en la escena política genovesa en siglos posteriores, como los Dalla Volta, De Mari, Doria, Fieschi, Grimaldi, Usodimare, Vento y Zaccaria. En 1432, Enea Silvio Piccolomini, el futuro papa Pío II, en visita a Génova, describió Sottoripa como «un pórtico de mil pasos de longitud donde se puede adquirir cualquier mercancía».
Con la ampliación de los muelles, la calle se alejó progresivamente del mar, con el cual perdió definitivamente su relación natural en el siglo xvii, cuando la construcción de las «murallas nuevas» separó la ciudad del puerto y se rellenó completamente la dársena portuaria contigua al pórtico. Una vez perdido cualquier contacto directo con el mar, los pórticos y sus actividades comerciales atravesaron un periodo de decadencia que duró hasta mediados del siglo xix, cuando, tras la creación de la Piazza Caricamento delante de los edificios de Ripa, el tramo noroccidental del pórtico fue restaurado por Alfredo d'Andrade. Con esta intervención, la zona recuperó la vitalidad comercial de los viejos tiempos.
En 2004 se llevó a cabo otra intervención con ocasión del evento «Génova capital europea de la cultura», en la que se restauraron las fachadas de los edificios de Ripa. Además de la mejora de la estética de los edificios, esta intervención también ha tenido efectos positivos sobre la recuperación de la zona de Sottoripa y de las zonas adyacentes del centro histórico.

## Descripción
La calle, originalmente de unos 900 metros de longitud (3613 palmas genovesas), tiene en la actualidad un desarrollo de unos 500 metros, 300 de los cuales discurren por debajo de los edificios que constituyen la fachada hacia el mar del sestiere de la Maddalena, entre la Via al Ponte Reale y la Via al Ponte Calvi, y continúa al sur en el sestiere del Molo hasta la Piazza Cavour. Otro tramo menos conocido, con pórticos más bajos y retranqueado respecto a la Ripa, continuaba al noroeste de la Via al Ponte Calvi hasta la Porta di Santa Fede, en paralelo a la Via del Campo. De esta porción, llamada Sottoripa la scura («Sottoripa la oscura»), se conserva un breve tramo entre la Via al Ponte Calvi y la Piazza San Marcellino, mientras que el resto fue eliminado en 1835 debido a las remodelaciones de los palacios nobiliarios de la Via del Campo que se realizaron con ocasión de la apertura de la carrettiera Carlo Alberto (la actual Via Gramsci).

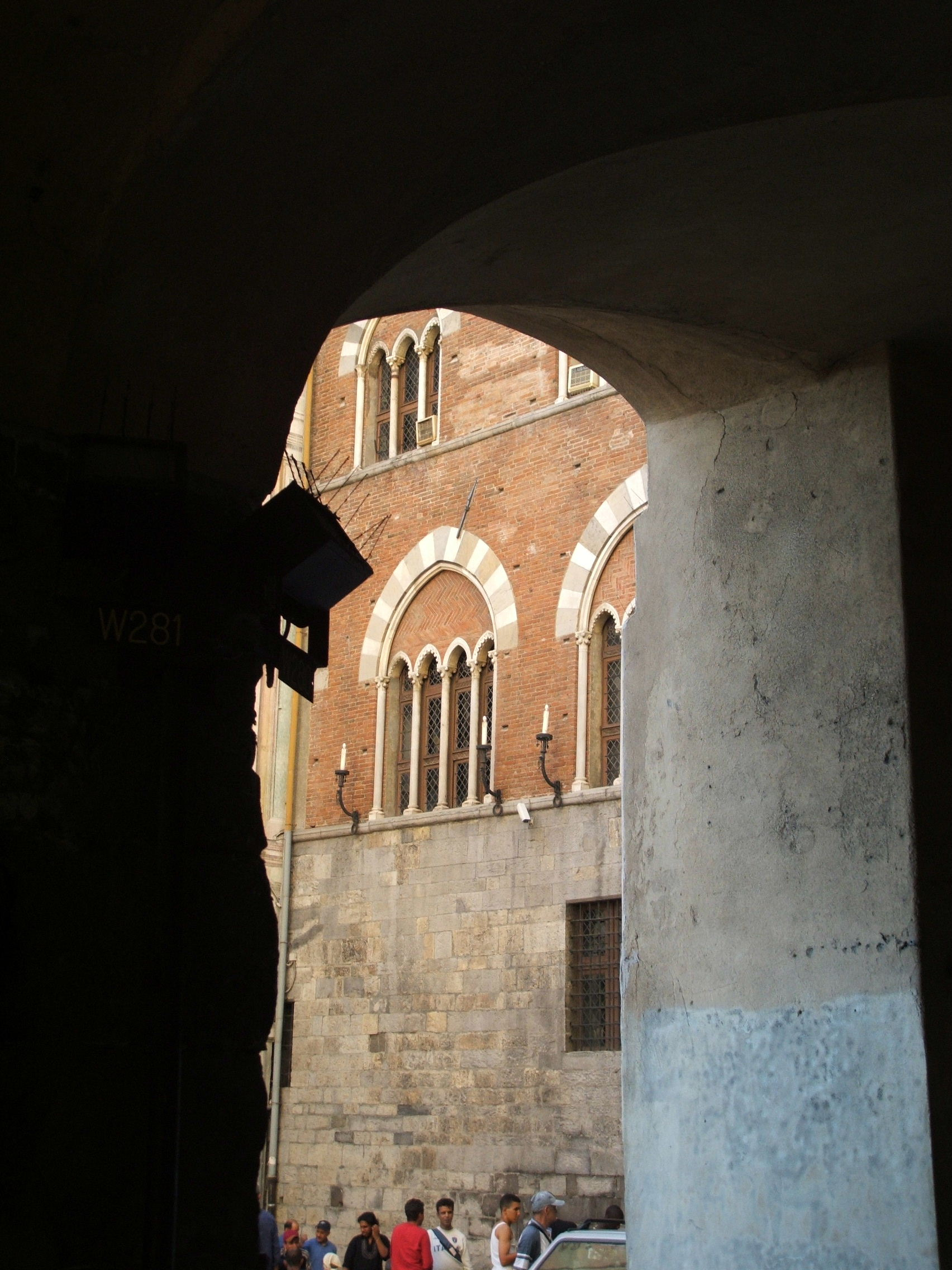
Vista del Palazzo San Giorgio desde los pórticos de Sottoripa.

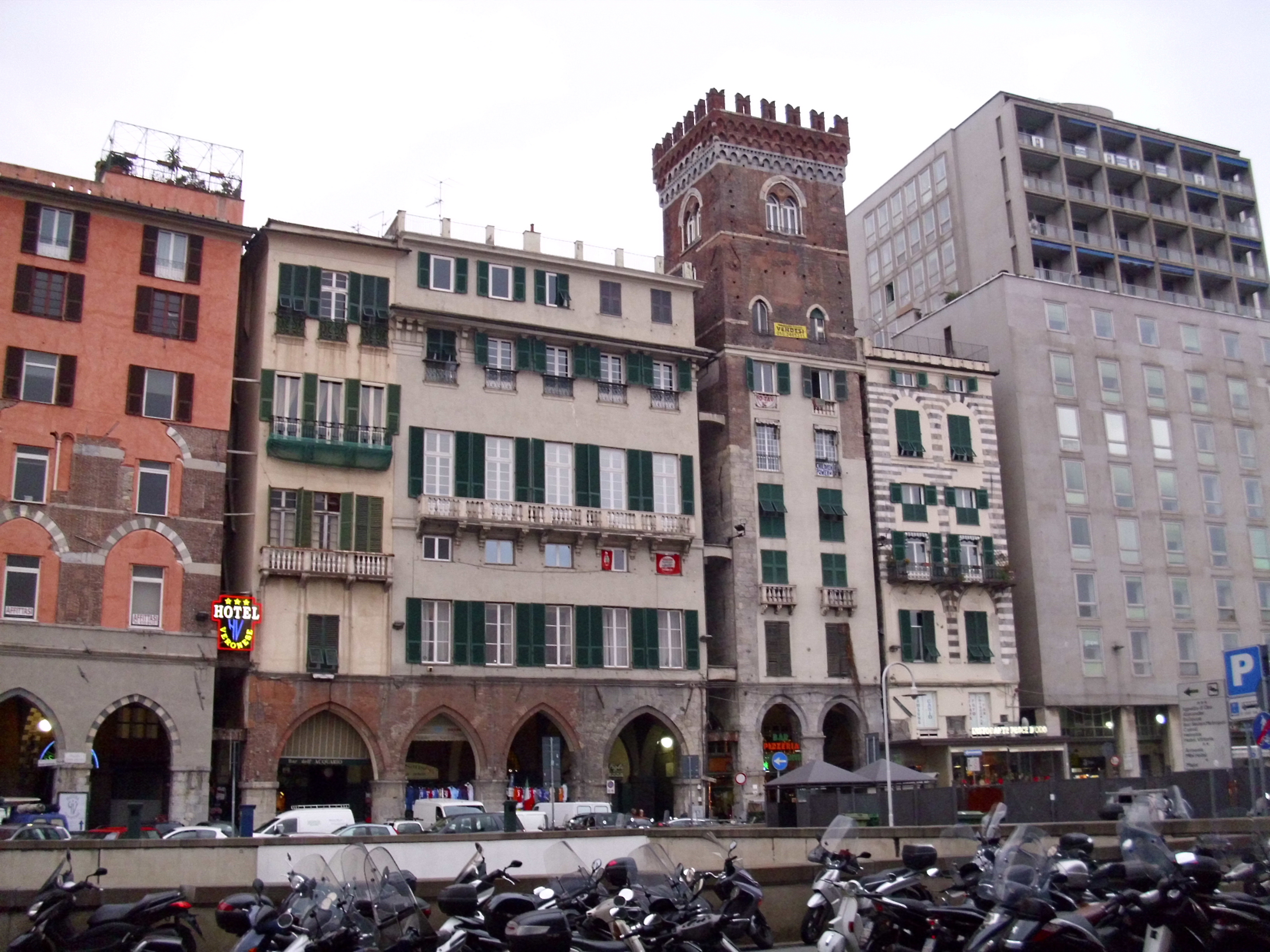
La cortina de edificios de Sottoripa y la Torre Morchi.

A lo largo de los pórticos, que antiguamente albergaban las oficinas de los transportistas del puerto, situadas en habitaciones estrechas aprovechando buhardillas y sótanos, se encuentran trattorie típicas y otros establecimientos característicos, incluidas las friggitorie frecuentadas y cantadas por Fabrizio De André, acompañadas, en la actual ciudad multiétnica, por tiendas de comida para llevar gestionadas por las comunidades india, centroamericana, magrebí y africana.
Una parte de los pórticos da hacia la Piazza Caricamento, en la que se encuentra el Palazzo San Giorgio, antiguamente llamado Palazzo delle Compere di San Giorgio y actualmente sede de la autoridad portuaria. En el centro de la plaza se eleva la estatua de bronce dedicada al armador Raffaele Rubattino, realizada por Augusto Rivalta en 1889.
Sottoripa, después de las obras de remodelación de la zona del puerto antiguo realizadas en la década de 1990 con ocasión de la exposición internacional que se celebró en Génova con motivo del quinto centenario del descubrimiento de América, se ha convertido en una de las zonas de la ciudad más frecuentadas por los turistas.
La parte central de los pórticos, la que da hacia la Piazza Caricamento, se presenta en su aspecto original, mientras los del tramo meridional fueron reconstruidos en el siglo xix, cuando para ampliar la calzada se demolieron los pórticos originales que iban de la Via San Lorenzo a la Piazza Cavour, llamados Ripa di Coltelleria porque en un cercano callejón se encontraban las tiendas de los fabricantes de cuchillos.
Las fachadas de los edificios medievales que se elevan sobre los pórticos tienen caracteres muy diferentes, pero en el conjunto se aprecia una cierta coherencia arquitectónica, aunque alterada por el impacto visual del edificio en el centro de la cortina, con sus correspondientes pórticos, que tiene un aspecto completamente moderno, resultado de la reconstrucción en la posguerra de la Segunda Guerra Mundial de los edificios destruidos por el bombardeo aéreo del 22 de octubre de 1942. En el centro de la cortina también se encuentra una de las torres medievales genovesas que se conservan, la Torre Morchi.
Las diferentes formas de las bóvedas de los pórticos son indicativas de su época de construcción: las bóvedas de crucería con o sin nervaduras y las vigas a la vista constituyen las formas originales del siglo xii; el techo rebajado indica la fragmentación con entresuelos construidos a lo largo de los siglos, que han reducido la altura original de los pórticos; el forjado horizontal con materiales modernos es propio solo del edificio moderno construido en la posguerra; por último, las bóvedas altas y lineales con perfiles neoclásicos caracterizan los pórticos de la Via Turati, realizados en 1865 tras la demolición de la Ripa di Coltelleria, en el tramo meridional de los pórticos. En realidad, los pórticos que conservan las formas originales del siglo xii también han sufrido varias modificaciones, y su estado actual es resultado de la restauración efectuada en el siglo xix bajo la dirección de Alfredo d'Andrade, quien eliminó los entresuelos que reducían su altura y el paso del acueducto que cerraba la parte superior de sus luces.
De Sottoripa se desvían numerosos caruggi que conducen al corazón del centro histórico, situado justo detrás de los edificios de Ripa. Desde allí se puede llegar a los históricos barrios de Prè, de la Maddalena y del Molo. La Via al Ponte Reale, que da acceso a la Piazza Banchi, sede de la antigua Bolsa, divide la zona de la Maddalena de la del Molo, interrumpiendo la continuidad de los pórticos. En el inicio de la Via al Ponte Reale, a ambos lados de la calle se encuentran dos palacios históricos, ambos inscritos en el sistema de los Rolli en 1614 y actualmente utilizados como oficinas y viviendas: el Palazzo Emanuele Filiberto Di Negro (n.º 2), que albergó el Hotel Feder, y el Palazzo Adorno (n.º 1), del siglo xvi, transformado en el xix en un hotel de lujo (Hotel de France) en el que se alojaron ilustres viajeros.